# Isonychus nubilus
Isonychus nubilus är en skalbaggsart som beskrevs av Hermann Burmeister 1855. Isonychus nubilus ingår i släktet Isonychus och familjen Melolonthidae. Inga underarter finns listade i Catalogue of Life.